# Вилчелеле-де-Сус
Вилчелеле-де-Сус (рум. Vâlcelele de Sus) — село у повіті Олт в Румунії. Входить до складу комуни Вилчеле.
Село розташоване на відстані 123 км на захід від Бухареста, 22 км на південний схід від Слатіни, 59 км на схід від Крайови.

## Населення
За даними перепису населення 2002 року у селі проживали 987 осіб, з них 986 осіб (99,9%) румунів. Усі жителі села рідною мовою назвали румунську.